# Hans Acker

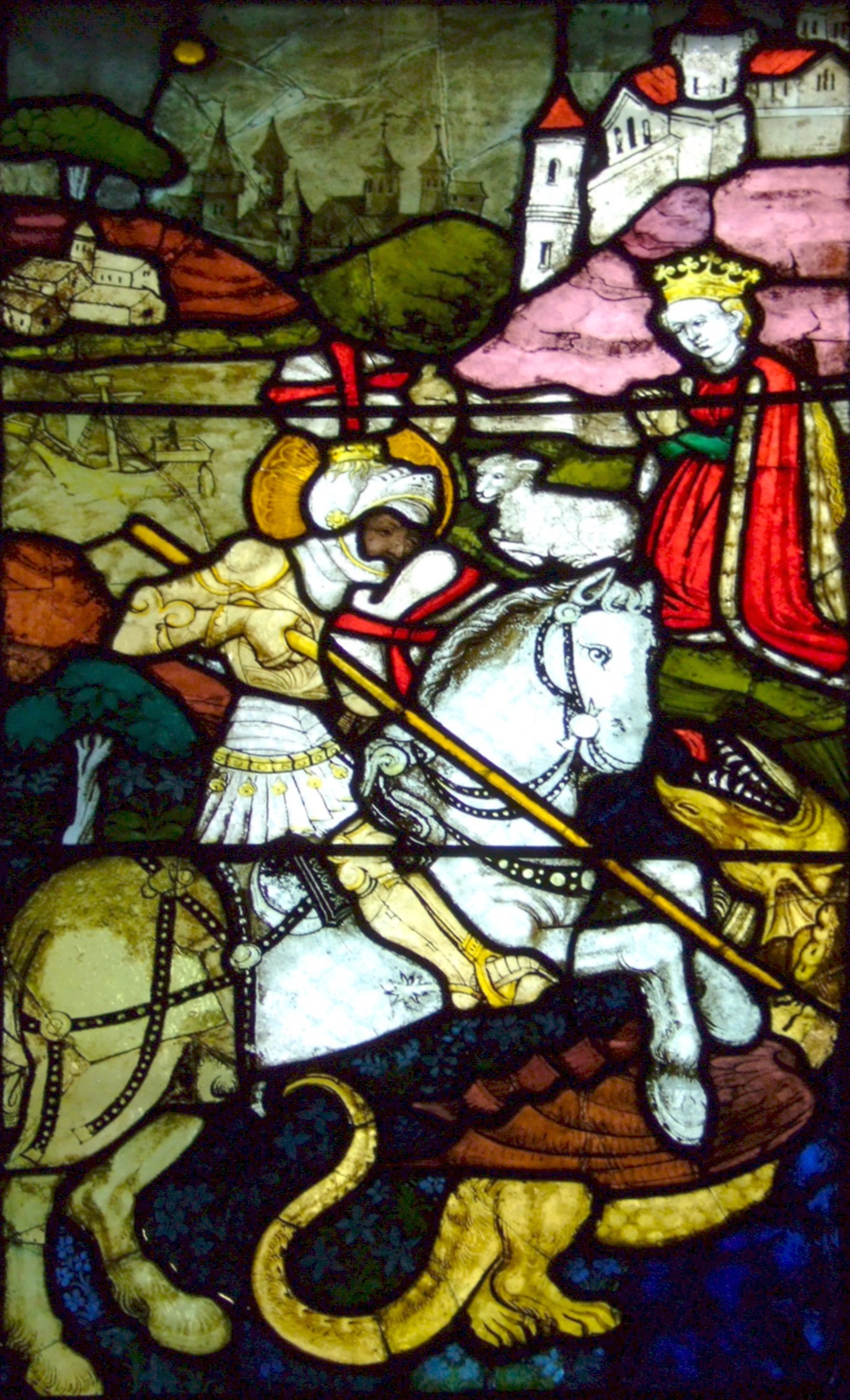
Saint-Georges, Vitral, Catedral de Ulm

Hans Acker  (1380 — 1461, Ulm) foi um pintor de vitrais alemão do Gótico da escola Ulm, um grupo de pintores alemãos da Ulm. Ele principalmente trabalhou na catedral de Berna e na catedral de Ulm. 